# Thomas Schroll
Thomas Schroll, né le 26 novembre 1965 à Hall in Tirol, est un bobeur autrichien notamment champion olympique de bob à quatre en 1992.

## Biographie
Thomas Schroll participe à deux éditions des Jeux olympiques d'hiver en 1992 et 1994. Aux Jeux olympiques de 1992 organisés à Albertville en France, il est sacré champion olympique de bob à quatre avec Ingo Appelt, Harald Winkler et Gerhard Haidacher. Il gagne également une médaille aux championnats du monde : l'argent en 1995 à Winterberg (Allemagne).

## Palmarès

### Jeux Olympiques
- : médaillé d'or en bob à 4 aux JO 1992.

### Championnats monde
- : médaillé d'argent en bob à 4 aux championnats monde de 1995.